# Пољане над Шкофјо Локо
Пољане над Шкофјо Локо (словен. Poljane nad Škofjo Loko) је насељено место и седиште општине Горења Вас-Пољане у Горењској регији, Словенија.
По попису становништва из 2011. године насеље Пољане над Шкофјо Локо имало је 429 становника.